# Dave Pybus (saxo)
Dave Pybus és un saxofonista canadenc, català d'adopció, que viu i treballa a Barcelona des de 1974. Creador i director del Pybus Groove Quartet, i anteriorment havia tocat amb Orquestra Mirasol (sorgida a mitjans dels setanta), Transatlantic, Princes of Time i Shamtime. Ha tocat a nivell internacional amb Stevie Wonder, Thad Jones, Al Cohn i Jack McDuff. És un referent en l'estil de la música groove, que combina ritmes populars de la música negra amb el jazz clàssic, ho va ser els anys seixanta i setanta del soul i el funk i avui dia del rythm'n'blues i el hip-hop més de moda. La Princes Of time, va ser un projecte emergent de jazz-funk i acid-jazz que va crear i dirigir la dècada dels noranta.

## Discs enregistrats
Orquestra Mirasol
- D'oca a oca i tira que et toca, 2 CDs (41, 43 min) + 1 fullet[4]

Pybus Groove Quartet
- City life[6][7]
- Good evening[8]
- Jazz de Catalunya 2006[9]